# Crash Test Dummies
Die Crash Test Dummies [ˈkɹæʃˌtɛst ˈdʌmiːz] sind eine kanadische Rockband. Sie wurden Ende der 1980er Jahre in Winnipeg gegründet. Die Band ist besonders bekannt für die unverwechselbare tiefe Bassbaritonstimme des Sängers Brad Roberts (* 10. Januar 1964 in Winnipeg, Manitoba, eigentlich Bradley Kenneth Roberts).
Die Bandbesetzung wechselte im Laufe der Jahre, aber die bekannteste Besetzung bestand aus Roberts (Gitarre, Gesang), Ellen Reid (Co-Gesang, Keyboard), Benjamin Darvill (Mundharmonika, Mandoline, Gitarre), Brads Bruder Dan Roberts (Bass, Begleitgesang), und Mitch Dorge (Schlagzeug, Percussion).
Die erste Veröffentlichung The Ghosts That Haunt Me aus dem Jahr 1991 erreichte auf Anhieb die oberen Plätze der kanadischen Album-Charts. Im Jahr 1993 erschien ihr zweites Album God Shuffled His Feet, die diesmal nicht nur in Kanada ein Erfolg wurde. Die bekanntesten Titel der Band sind die 1991er Single Superman’s Song in Kanada und die 1993er Single Mmm Mmm Mmm Mmm. Der Song war weltweit erfolgreich. Aufgrund dieses Hits gilt die Band auch als One-Hit-Wonder.
In den Folgejahren wurden zwar noch weitere Alben der Band veröffentlicht, den Erfolg des zweiten Albums konnten diese jedoch nicht erreichen. Albumveröffentlichungen wie Puss ’n’ Boots (2003) oder Songs of the Unforgiven (2004) wurden kaum wahrgenommen.

## Bandgeschichte

### Anfänge (1988–1991)
Der Ursprung der Crash Test Dummies ist eng mit der Geschichte zweier Nachtlokale im kanadischen Winnipeg verknüpft, dem Spectrum Cabaret und dem Blue Note Cafe, die sich im Besitz des früheren Bandmitgliedes Curtis Riddell befanden.
Mitte der 1980er Jahre schloss sich Riddell mit Brad Roberts zusammen. Sie gründeten die wenig seriöse Bar-Band Bad Brad Roberts and the St. James Rhythm Pigs. Mit der Zeit entwickelte sich die Band zu den Crash Test Dummies. Der Name wurde von einem Freund der Band vorgeschlagen, der an der medizinischen Fakultät derselben Hochschule wie Brad Roberts studierte. Die diagnostische Unfallpuppe, umgangssprachlich auch Crashtest-Dummy genannt, war der Öffentlichkeit zu dieser Zeit bereits bekannt.
Ellen Reid und Benjamin Darvill wurden zu ständigen Ergänzungen. George West, der ursprüngliche Bassist wurde bald durch Dan Roberts, Brads Bruder, ersetzt. Schlagzeuger und Barbesitzer Curtis Riddell wurde zunächst durch Vince Lambert ersetzt, der wiederum kurz vor der Veröffentlichung vom Debüt The Ghosts That Haunt Me durch Mitch Dorge ersetzt wurde.
Da Brad Roberts bis Anfang der 1990er Jahre an seiner Dissertation arbeitete, konnte die Band anfangs nur gelegentlich in Clubs auftreten. 1991 unterzeichnete die Band einen Vertrag bei BMG Records. Jeff Rogers wurde ihr Manager.

### Mainstream-Erfolg (1991–1999)
Der erste kommerzielle Erfolg der Band begann zunächst im Heimatland Kanada mit der Veröffentlichung des ersten Albums The Ghosts that Haunt Me im Jahr 1991. Das Album erreichte einen Verkauf von 400.000 Einheiten in Kanada, was hauptsächlich auf die Popularität der Hitsingle Superman’s Song zurückzuführen ist, die im selben Jahr in den RPM Top Singles-Charts einstieg und der Band 1992 den Juno Award als Gruppe des Jahres einbrachte. Die Gruppe genoss jedoch erst 1993 mit der Veröffentlichung ihres zweiten Albums God Shuffled His Feet weltweites Aufsehen.
Besonders entscheidend für die Steigerung des Bekanntheitsgrades der Band auf dem amerikanischen Markt war das Aufkommen einer neuen Art von Radiosendung, des auf Erwachsenenalben ausgerichteten Alternativrocks (AAA). Dieser Sender spielte die erste Single Mmm Mmm Mmm Mmm häufig, und der Song erreichte auf der US Hot 100 die Nummer 4. Noch besser lief der Titel in Großbritannien, wo er Platz 2 erreichte. In Australien erreichte er sogar den ersten Platz. In ihrem Heimatland Kanada hingegen war Mmm Mmm Mmm Mmm eher eine Enttäuschung in den Charts, da der Titel dort lediglich Platz 14 belegte. Dafür kamen zwei andere Singles des Albums in Kanada unter die Top 10: Swimming In Your Ocean und Afternoons & Coffeespoons. Letztere war auch ein Top-40-Hit in Australien und Großbritannien und erreichte den unteren Teil der US Hot 100.
Das Album hatte bis Mitte 1994 in den Vereinigten Staaten die Platin-Verkaufsmarke (eine Million) überschritten. Außerdem brachte es der Band drei Grammy-Nominierungen und drei weitere Juno-Nominierungen ein. Bis Mitte 1994 wurden von God Shuffled His Feet weltweit mehr als fünfeinhalb Millionen Exemplare verkauft.
Im Januar 1995 steuerte die Band mit The Ballad of Peter Pumpkinhead (ein Cover des XTC-Titels von 1992) ein Stück zum Soundtrack zur Komödie Dumb and Dumber mit Jim Carrey und Jeff Daniels bei. Die Single, diesmal Ellen Reid mit Hauptgesang, erreichte in den britischen Single-Charts Platz 30 und wurde in Kanada sogar ein Nr.4-Hit.
1996 wurde schließlich das dritte Album der Dummies, A Worm’s Life, veröffentlicht. Das Album wurde mit gemischten Kritiken aufgenommen und konnte nur mäßigen kommerziellen Erfolg erzielen. Die gitarrenlastigen Singles wurden hingegen in einigen Märkten sehr positiv aufgenommen. Die Lead-Single He Liked to Feel It wurde in Kanada die Nummer 2 und wurde zur chartstärksten Single der Band im eigenen Heimatland. Auf internationaler Ebene aber gab es nichts, was an den Riesenerfolg von Superman’s Song oder Mmm Mmm Mmm Mmm heranreichen konnte. Unabhängig davon wurde das Album in Kanada in weniger als einem Monat mit Platin ausgezeichnet.
Give Yourself A Hand, das vierte Album der Dummies, wurde am 23. März 1999 veröffentlicht. Der gesamte Sound des Albums war viel elektronischer als bei den vorherigen Alben. Ellen Reid übernahm auf drei Titeln den Hauptgesang. Ferner trat bei einigen Stücken Brad Roberts erstmals mit Falsettgesang in Erscheinung. Auch die Vorab-Single Keep A Lid On Things war wieder ein Top-10-Hit in Kanada.
Während einer Pause zwischen den Alben wurde Benjamin Darvill zum ersten Bandmitglied, das Solomaterial veröffentlichte. Unter dem Namen Son Of Dave brachte Darvill zuerst das Album B. Darvill's Wild West Show heraus, gefolgt von 01, die auch beide auf Benjamins eigenem Label Husky Records veröffentlicht wurden.

### Post-Mainstream-Karriere (2000–2006)
Der nicht allzu große kommerzielle Erfolg der beiden Alben A Worm’s Life und Give Yourself a Hand führte dazu, dass sich die Band durch ihr Label BMG viel stärker eingeschränkt fühlte, insbesondere nachdem das Label 35 Songs während der Produktion von Give Yourself a Hand abgelehnt hatte. Daraufhin trennten sich die Wege der Band und des Labels. Brad Roberts gründete sein eigenes, unabhängiges Label Cha-Ching Records (später in Deep Fried Records umbenannt). Die von der Plattenfirma abgelehnten Titel fanden später unter dem Titel Demo-litions: Cast-off Recordings 1996-97 den Weg in die Öffentlichkeit.
Frei von den Einschränkungen des großen Labels überraschten die Dummies ihre Fans 2001, indem sie ihre Soloprojekte für ein fünftes Studioalbum und eine Tournee auf Eis legten. Nachdem Brad Roberts im Herbst 2000 einen fast tödlichen Autounfall erlitten hatte, erholte er sich in Argyle in Nova Scotia. Dort traf er auf einige örtliche Hummerfischer, die zufällig ziemlich musikalisch veranlagt waren – Kent Greene, Dave Morton und Danny MacKenzie. Zusammen nahmen sie den Großteil des Albums I Don't Care That You Don't Mind auf, das ursprünglich Brads erstes Soloalbum werden sollte. Später wurde Ellen Reid hinzugezogen, um die Gesangsspuren für einige Stücke aufzunehmen. Bruder Dan stimmte einer Tournee mit Brad Roberts zu. Als Reid und auch Mitch Dorge zustimmten, ebenfalls die Tournee zu begleiten, wurde der Name Crash Test Dummies auf die Platte gesetzt. Was später jedoch von Bandmitglied Benjamin Darvill kritisiert wurde, da es eher einem Soloalbum von Brad Roberts gleiche. Mit diesem Album kehrten die Dummies jedoch zu ihren akustischen Wurzeln zurück. Roberts verglich das Album mit dem Erstling The Ghosts That Haunt Me, obwohl er es als atmosphärischer und ausgefeilter bezeichnete.
Gegen Ende des Jahres 2001 veröffentlichten einige Bandmitglieder Soloalben. Zunächst brachte Ellen Reid ihr erstes Soloalbum Cinderellen heraus. Bald darauf wurde die lang erwartete Doppel-Live-CD und der Rock-Dokumentarfilm Crash Test Dude über Apple Music von Brad Roberts veröffentlicht. Anfang des Jahres 2002 überraschte Mitch Dorges mit seinem Debütalbum As Trees Walking. Darauf spielte Mitch fast alle Instrumente selbst, steuerte einige der Fotos für die Liner Notes bei und gewann damit sogar einen Prairie Music Award für die beste Instrumentalaufnahme.
Brad, Dan und Ellen kehrten Ende 2002 mit dem lang vermuteten Weihnachtsalbum Jingle All the Way als Crash-Test-Dummies zurück. Im Jahr 2003 wurde das Puss ’n’ Boots veröffentlicht. Ähnlich wie I Don't Care That You Don't Mind so begannen auch die Arbeiten zu diesem Album zunächst als Soloprojekt für Brad Roberts. Unter der Mitwirkung von Stuart Cameron wurden 13 Stücke aus einem Pool von 30 ausgewählt. Ellen steuerte den Background-Gesang bei und Dan Roberts spielte den Bass. Ähnlich wie bei Give Yourself A Hand so enthielt auch dieses Album mehr Funky- und Groove-Elemente, welche auch von anderen Gastmusikern mit beigesteuert wurden.
Songs of the Unforgiven, die achte Veröffentlichung unter dem Namen Crash Test Dummies, wurde nicht lange nach Puss ’n’ Boots aufgenommen und beinhaltet eher ein Hörbuch als ein Musik-Album im eigentlichen Sinne.

### Bandpause undOooh La La(2006–2012)
Nachdem Roberts drei Platten über sein eigenes Label veröffentlicht hatte, erkannte er, dass er finanziell misswirtschaftete und Geld verlor. Daher hörte er auf, Aufnahmen zu machen und auf Tournee zu gehen, und arbeitete stattdessen als Lehrer fürs Songschreiben in New York City, während er sich auch an Yoga, Gesang und Meditation beteiligte (letzteres beeinflusste Roberts’ Nebenprojekt Satsang Circus).
Trotz der Pause begann Brad Roberts 2006 u. a. mit dem Produzenten und Freund Stewart Lerman neues Material aufzunehmen aus dem später das Album Oooh La La hervorgehen sollte.
Im Oktober 2007 veröffentlichte Sony BMG The Best of Crash Test Dummies mit zwölf Titeln, die aus dem gesamten Katalog der Band ausgewählt wurden, darunter die meisten ihrer Singles und andere Albumtitel. Die Zusammenstellung sollte später, am 10. März 2008, als Best of Crash Test Dummies – Collections mit zwei bisher unveröffentlichten Titeln wiederveröffentlicht werden: Laid Back und You Said You'd Meet Me (In California), wobei letzteres eine frühe Version eines Songs ist, der später auf dem Album Oooh La La erscheinen sollte.
Außerdem wurde ein neuer Online-Shop eröffnet, in dem die Benutzer Downloads von allen Veröffentlichungen der Band nach der BMG-Veröffentlichung erwerben können, einschließlich der Cape Breton Lobster Bash-Serie, einer Sammlung von Songs, die über Brad Roberts Erfahrungen bei Cape Breton geschrieben wurden, und einer jährlichen Tradition, die als Lobster Bash bekannt ist.
Die Arbeit an Stücken für ein Album mit dem vorläufigen Titel Toys wurde 2008 fortgesetzt. Im Juli 2009 wurde der Titel des Albums von Toys in Oooh La La umbenannt.
Am 27. Juli 2009 wurde ein vierter Titel der Cape Breton Lobster Bash-Serie veröffentlicht.
Oooh La La erschien letztendlich am 11. Mai 2010. Das Album wurde von der Band als Akustik-Trio betourt, mit Roberts und Ellen Reid, begleitet von Stuart Cameron oder Murray Pulver an der Gitarre. Am 9. Oktober 2010 kam die Band nach Winnipeg als Teil der kanadischen Etappe der Tournee. Da Winnipeg die Heimatstadt der Band ist, kamen auch die ehemaligen Mitglieder Dan Roberts und Mitch Dorge hinzu. Es kam zum ersten Auftritt der Originalbesetzung seit einem Jahrzehnt. Lediglich Benjamin Darvill war bei der Wiedervereinigung nicht anwesend, obwohl er einige Tage zuvor eine Solo-Show in der Stadt gespielt hatte.
Während der Tournee begann Brad Roberts mit seiner alten Gewohnheit nach dem Zufallsprinzip Fotos zu machen und diese dann anschließend in seinem Blog und auf der Facebook-Seite der Band zu veröffentlichen.
Im Jahr 2011 wurde die Tournee zum Album Oooh La La fortgesetzt. Am 19. April 2011 veröffentlichte die Band mit Demo-litions: Cast-off Recordings 1996-97 eine Sammlung, welche jene bisher unveröffentlichten Demos jener Songs enthält, die während der Aufnahme von Give Yourself a Hand geschrieben und von der Plattenfirma abgelehnt wurden.
Im Juni 2012 schrieb Brad Roberts einen Blog-Post, in dem er verlautbarte, dass zwar ein unvollständiges neues Album herumliege, dass aber der Produzent Stewart Lerman derzeit zu sehr mit anderen Projekten beschäftigt sei, um daran zu arbeiten.

### Zweite Pause, Solo-Tournee, Nebenprojekte (2015–2016)
Nach dem Abschluss der Tournee für Oooh La La legte die Band eine Pause für unbestimmte Zeit ein. Ellen Reid beschloss, sich von den Auftritten zurückzuziehen, und Brad Roberts litt unter Rückenproblemen. Erst 2015 beschloss Brad Roberts wieder eine Solo-Tournee zu unternehmen.
Im Frühjahr 2016 kündigte Brad Roberts seine erste Tournee durch Kanada seit fünf Jahren an. In einem Interview über die Tournee gab Roberts ein Statement über die anderen Bandmitglieder, mit denen er immer noch in Kontakt stehe: „Dan Roberts hat jetzt eine Familie in Winnipeg, Mitch Dorge widmet sich jetzt hauptsächlich der Motivationssprechstunde an Schulen, Ellen Reid ist verheiratet und verbringt ihre Zeit damit, aufwändige Facebook-Seiten mit all ihren eigenen Illustrationen zu erstellen und Benjamin Darvill hat als Son of Dave großen Erfolg für sich selbst gefunden.“ Roberts bestätigte außerdem, dass er das letzte verbleibende aktive Mitglied der Crash-Test-Dummies sei, da nur er und der Gitarrist Stuart Cameron gerade auf Tournee seien.
Am 28. Mai 2016 veröffentlichte Brad Roberts zum Gedenken an seine erste Kanadatournee seit fünf Jahren das neue Stück I'll Be Peaceful Then.

### Vollständiges Bandtreffen undGod Shuffled His Feet-Tour zum 25-jährigen Jubiläum (2017 bis heute)
Im Sommer 2017 kam die gesamte Band, mit Ausnahme von Benjamin Darvill, für eine Show in ihrer Heimat Winnipeg wieder zusammen, anschließend ging Brad Roberts Anfang 2018 auf eine Tournee durch Südafrika. Die Gruppe setzte ihre gemeinsamen Auftritte im Sommer desselben Jahres fort.
Im Herbst 2018 wurde angekündigt, dass Brad Roberts, Ellen Reid, Dan Roberts und Mitch Dorge zum 25. Jubiläum von „God Shuffled His Feet“ ihre erste vollständige Tournee durch Kanada und die Vereinigten Staaten beschreiten werden. Im Jahr 2018 erschien auch das Album „Crash Test Dude (Live)“.
Am 7. Januar 2020 traten die Crash Test Dummies zum 4. Male bei dem Radioevent Mountain Stage auf. Einer bekannten Radiosessionsendung des amerikanischen National Public Radio (NPR), mit Schwerpunkt auf amerikanischer Bluegrass- und Folkmusik. Viele amerikanische Künstler, mit Rang und Namen im Bereich Singer-Songwriter sind hier bereits aufgetreten. Am 19. Januar wurde die Sendung ausgestrahlt.
Weitere Konzerte in Amerika und Europa, die für 2021 angesetzt waren, wurden aufgrund der Coronapandemie auf 2022 verschoben.
Am 26. August 2022 wurde die neue Single „Promised Land (TV-Version)“ gemeinsam mit Marc Mysterio veröffentlicht.

## Diskografie

### Studioalben
| Jahr | Titel                    | Höchstplatzierung, Gesamtwochen, AuszeichnungChartplatzierungen (Jahr, Titel, Platzierungen, Wochen, Auszeichnungen, Anmerkungen) | Höchstplatzierung, Gesamtwochen, AuszeichnungChartplatzierungen (Jahr, Titel, Platzierungen, Wochen, Auszeichnungen, Anmerkungen) | Höchstplatzierung, Gesamtwochen, AuszeichnungChartplatzierungen (Jahr, Titel, Platzierungen, Wochen, Auszeichnungen, Anmerkungen) | Höchstplatzierung, Gesamtwochen, AuszeichnungChartplatzierungen (Jahr, Titel, Platzierungen, Wochen, Auszeichnungen, Anmerkungen) | Höchstplatzierung, Gesamtwochen, AuszeichnungChartplatzierungen (Jahr, Titel, Platzierungen, Wochen, Auszeichnungen, Anmerkungen) | Höchstplatzierung, Gesamtwochen, AuszeichnungChartplatzierungen (Jahr, Titel, Platzierungen, Wochen, Auszeichnungen, Anmerkungen) | Anmerkungen                            |
| Jahr | Titel                    | DE | AT | CH | UK | US | CA | Anmerkungen                            |
| ---- | ------------------------ | --- | --- | --- | --- | --- | --- | -------------------------------------- |
| 1991 | The Ghosts That Haunt Me | — | — | — | — | — | CA2 ×4Vierfachplatin · (… Wo.)CA                                                                                                  | Erstveröffentlichung: 5. April 1991    |
| 1993 | God Shuffled His Feet    | DE1 Platin · (48 Wo.)DE | AT1 Gold · (23 Wo.)AT | CH4 Gold · (36 Wo.)CH | UK2 Gold · (23 Wo.)UK | US9 ×2Doppelplatin · (42 Wo.)US                                                                                                   | CA17 ×3Dreifachplatin · (… Wo.)CA                                                                                                 | Erstveröffentlichung: 26. Oktober 1993 |
| 1996 | A Worm’s Life            | DE22 (7 Wo.)DE | AT43 (2 Wo.)AT | CH24 (4 Wo.)CH | — | US78 (5 Wo.)US | CA20 Platin · (… Wo.)CA | Erstveröffentlichung: 2. Oktober 1996  |
| 1999 | Give Yourself a Hand     | DE95 (1 Wo.)DE | — | — | — | — | CA14 (… Wo.)CA | Erstveröffentlichung: 23. März 1999    |

Weitere Studioalben
- 1988: Original Recipe (Mini-Album)
- 1991: A Portrait of the Artist as a Young Dummy (Promo)
- 2001: I Don’t Care That You Don’t Mind
- 2002: Jingle All the Way
- 2003: Puss ’n’ Boots
- 2004: Songs of the Unforgiven
- 2010: Oooh La La!

### Livealben und Kompilationen
- 1994: Live & Alive
- 1994: Intoxicated Gods (Live-Album)
- 2007: The Best of Crash Test Dummies
- 2011: Demo-litions: Cast-off Recordings (1996-97)
- 2018: Crash Test Dude (Live)

### Singles
| Jahr | Titel Album                                            | Höchstplatzierung, Gesamtwochen, AuszeichnungChartplatzierungen (Jahr, Titel, Album, Platzierungen, Wochen, Auszeichnungen, Anmerkungen) | Höchstplatzierung, Gesamtwochen, AuszeichnungChartplatzierungen (Jahr, Titel, Album, Platzierungen, Wochen, Auszeichnungen, Anmerkungen) | Höchstplatzierung, Gesamtwochen, AuszeichnungChartplatzierungen (Jahr, Titel, Album, Platzierungen, Wochen, Auszeichnungen, Anmerkungen) | Höchstplatzierung, Gesamtwochen, AuszeichnungChartplatzierungen (Jahr, Titel, Album, Platzierungen, Wochen, Auszeichnungen, Anmerkungen) | Höchstplatzierung, Gesamtwochen, AuszeichnungChartplatzierungen (Jahr, Titel, Album, Platzierungen, Wochen, Auszeichnungen, Anmerkungen) | Höchstplatzierung, Gesamtwochen, AuszeichnungChartplatzierungen (Jahr, Titel, Album, Platzierungen, Wochen, Auszeichnungen, Anmerkungen) | Anmerkungen                                        |
| Jahr | Titel Album                                            | DE | AT | CH | UK | US | CA | Anmerkungen                                        |
| ---- | ------------------------------------------------------ | --- | --- | --- | --- | --- | --- | -------------------------------------------------- |
| 1991 | Superman’s Song The Ghosts That Haunt Me               | — | — | — | — | US56 (6 Wo.)US | CA4 (… Wo.)CA | Erstveröffentlichung: März 1991                    |
| 1991 | The Ghosts That Haunt Me                               | — | — | — | — | — | CA23 (… Wo.)CA | Erstveröffentlichung: August 1991                  |
| 1991 | Androgynous The Ghosts That Haunt Me                   | — | — | — | — | — | CA73 (… Wo.)CA | Erstveröffentlichung: Dezember 1991                |
| 1993 | Mmm Mmm Mmm Mmm God Shuffled His Feet                  | DE1 Gold · (25 Wo.)DE | AT3 (18 Wo.)AT | CH7 (24 Wo.)CH | UK2 Gold · (11 Wo.)UK | US4 Gold · (24 Wo.)US | CA14 (… Wo.)CA | Erstveröffentlichung: 1. Oktober 1993              |
| 1994 | Swimming in Your Ocean God Shuffled His Feet           | — | — | — | — | — | CA6 (… Wo.)CA | Erstveröffentlichung: Januar 1994                  |
| 1994 | Afternoons & Coffeespoons God Shuffled His Feet        | DE39 (14 Wo.)DE | — | — | UK23 (5 Wo.)UK | US66 (10 Wo.)US | CA7 (… Wo.)CA | Erstveröffentlichung: Juni 1994                    |
| 1994 | God Shuffled His Feet                                  | — | — | — | — | — | CA14 (… Wo.)CA | Erstveröffentlichung: Oktober 1994                 |
| 1995 | The Ballad of Peter Pumpkinhead Dumm und Dümmer O.S.T. | DE73 (10 Wo.)DE | — | — | UK30 (4 Wo.)UK | — | CA4 (… Wo.)CA | Erstveröffentlichung: Januar 1995 feat. Ellen Reid |
| 1996 | He Liked to Feel It A Worm’s Life                      | — | — | — | — | — | CA2 (… Wo.)CA | Erstveröffentlichung: September 1996               |
| 1997 | My Own Sunrise A Worm’s Life                           | — | — | — | — | — | CA33 (… Wo.)CA | Erstveröffentlichung: Januar 1997                  |
| 1997 | My Enemies A Worm’s Life                               | — | — | — | — | — | CA71 (… Wo.)CA | Erstveröffentlichung: Juni 1997 Promosingle        |
| 1999 | Keep a Lid on Things Give Yourself A Hand              | — | — | — | — | — | CA5 (… Wo.)CA | Erstveröffentlichung: Januar 1999                  |
| 1999 | Get You in the Morning Give Yourself A Hand            | — | — | — | — | — | CA45 (… Wo.)CA | Erstveröffentlichung: Juni 1999 feat. Ellen Reid   |

Weitere Singles
- 1991: The First Noel
- 2001: Every Morning
- 2001: The Day We Never Met
- 2003: Never Bother Looking Back
- 2003: I’m the Man / Flying Feeling (Puss ’n’ Boots) (Promo)
- 2007–2009: The Cape Breton Lobster Bash Series (EP)
- 2010: And It’s Beautiful
- 2010: Now You See Her
- 2015: Promised Land (mit Marc Mysterio)
- 2016: Promised Land – Remix (mit Marc Mysterio) (Kyle Kennedy Dance Remix)
- 2016: I’ll Be Peaceful Then
- 2022: Promised Land (TV-Version) (mit Marc Mysterio)

## Auszeichnungen für Musikverkäufe
| Silberne Schallplatte - Portugal - 1994: für das Album God Shuffled His Feet Goldene Schallplatte - Dänemark - 1994: für das Album God Shuffled His Feet - 2023: für die Single Mmm Mmm Mmm Mmm - Finnland - 1994: für das Album God Shuffled His Feet - Niederlande - 1994: für das Album God Shuffled His Feet - Südafrika - 1994: für das Album God Shuffled His Feet | Platin-Schallplatte - Australien - 1994: für die Single Mmm Mmm Mmm Mmm - 1994: für das Album God Shuffled His Feet - Irland - 1994: für das Album God Shuffled His Feet - Neuseeland - 1994: für die Single Mmm Mmm Mmm Mmm - 1994: für das Album God Shuffled His Feet - Norwegen - 1994: für die Single Mmm Mmm Mmm Mmm - Schweden - 1994: für das Album God Shuffled His Feet 2× Platin-Schallplatte - Europa - 1997: für das Album God Shuffled His Feet - Norwegen - 1996: für das Album God Shuffled His Feet |

Anmerkung: Auszeichnungen in Ländern aus den Charttabellen bzw. Chartboxen sind in ebendiesen zu finden.
| Land/RegionAuszeichnungen für Musikverkäufe (Land/Region, Auszeichnungen, Verkäufe, Quellen) | Silber  | Gold       | Platin       | Verkäufe    | Quellen                   |
| -------------------------------------------------------------------------------------------- | ------- | ---------- | ------------ | ----------- | ------------------------- |
| Australien (ARIA)                                                                            | —       | —          | 2× Platin2   | 140.000     | aria.com.au AU2           |
| Dänemark (IFPI)                                                                              | —       | 2× Gold2   | —            | 70.000      | ifpi.dk                   |
| Deutschland (BVMI)                                                                           | —       | 2× Gold2   | Platin1      | 750.000     | musikindustrie.de         |
| Europa (IFPI)                                                                                | —       | —          | 2× Platin2   | (2.000.000) | ifpi.org                  |
| Finnland (IFPI)                                                                              | —       | Gold1      | —            | 37.908      | ifpi.fi                   |
| Irland (IRMA)                                                                                | —       | —          | Platin1      | 15.000      | Einzelnachweise           |
| Kanada (MC)                                                                                  | —       | —          | 8× Platin8   | 800.000     | musiccanada.com           |
| Neuseeland (RMNZ)                                                                            | —       | —          | 2× Platin2   | 25.000      | aotearoamusiccharts.co.nz |
| Niederlande (NVPI)                                                                           | —       | Gold1      | —            | 50.000      | nvpi.nl                   |
| Norwegen (IFPI)                                                                              | —       | —          | 3× Platin3   | 120.000     | ifpi.no                   |
| Österreich (IFPI)                                                                            | —       | Gold1      | —            | 25.000      | ifpi.at                   |
| Portugal (AFP)                                                                               | Silber1 | —          | —            | 10.000      | Einzelnachweise           |
| Schweden (IFPI)                                                                              | —       | —          | Platin1      | 100.000     | sverigetopplistan.se      |
| Schweiz (IFPI)                                                                               | —       | Gold1      | —            | 25.000      | hitparade.ch              |
| Südafrika (RISA)                                                                             | —       | Gold1      | —            | 25.000      | Einzelnachweise           |
| Vereinigte Staaten (RIAA)                                                                    | —       | Gold1      | 2× Platin2   | 2.500.000   | riaa.com                  |
| Vereinigtes Königreich (BPI)                                                                 | —       | 2× Gold2   | —            | 360.000     | bpi.co.uk                 |
| Insgesamt                                                                                    | Silber1 | 12× Gold12 | 22× Platin22 |             |                           |